# 支笏湖ユースホステル
支笏湖ユースホステル（しこつこユースホステル）は、北海道千歳市にかつて存在したユースホステル。日本ユースホステル協会に加盟していた。

## 略歴・概要
1955年（昭和30年）7月、支笏小学校（現：千歳市立支笏湖小学校）の旧校舎を利用して創業した日本初にして最古のユースホステル。旧館は北海道を代表する建築家である田上義也の設計によるもので1960年（昭和35年）築。旧館は赤い三角屋根で知られた。新館は1982年（昭和57年）築。
支笏湖のシンボルとして長らく親しまれたが、新型コロナウイルス感染拡大の影響などで、2020年（令和2年）度の宿泊客数は1500人にまで落ち込んだ。建物の老朽化も追い風となり2021年（令和3年）3月31日に閉館。建物は同年10月末から2022年1月末にかけて解体され、 跡地は鶴雅ホールディングス傘下の鶴雅観光開発に買い取られることとなった。

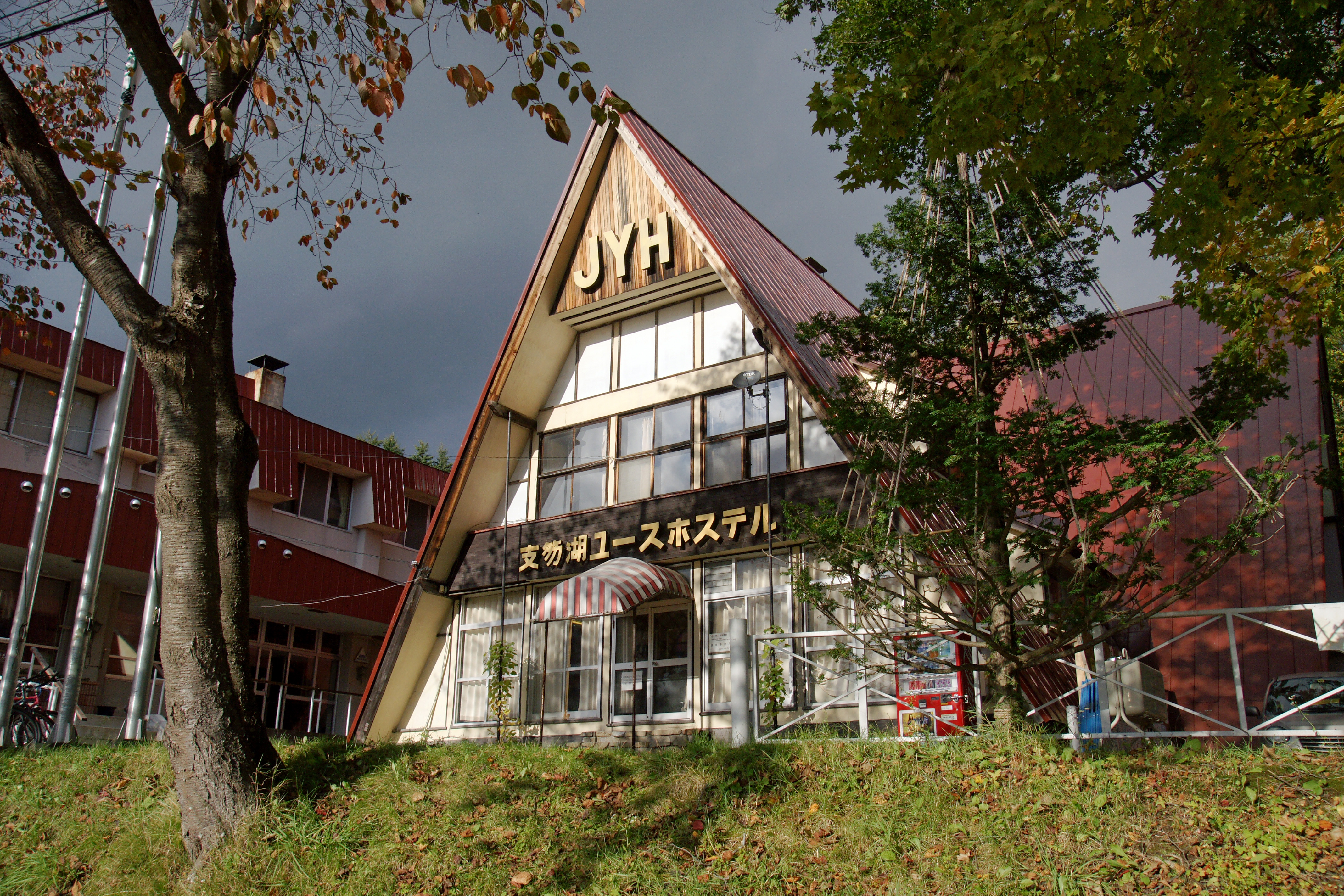
湖側、2009年10月